# Omloop Het Volk 1974
L'Omloop Het Volk 1974, ventinovesima edizione della corsa, fu disputato il 2 marzo 1974 per un percorso di 198 km. Fu vinto dal belga Joseph Bruyère, al traguardo in 4h35'00".

## Ordine d'arrivo (Top 10)
| Pos. | Corridore         | Squadra      | Tempo    |
| ---- | ----------------- | ------------ | -------- |
| 1    | Joseph Bruyère    | Molteni      | 4h35'00" |
| 2    | Patrick Sercu     | Brooklyn     | a 1'22"  |
| 3    | Rik Van Linden    | Ijsboerke    | s.t.     |
| 4    | Frans Verbeeck    | Watney-Maes  | s.t.     |
| 5    | Willy Planckaert  | Ijsboerke    | s.t.     |
| 6    | Eddy Merckx       | Molteni      | s.t.     |
| 7    | Cyrille Guimard   | Merlin Plage | s.t.     |
| 8    | Freddy Maertens   | Carpenter    | s.t.     |
| 9    | Walter Planckaert | Watney-Maes  | s.t.     |
| 10   | Roger Rosiers     | Molteni      | s.t.     |